# Arthur Candy
Arthur William Francis Candy (* 19. Juni 1934 in Palmerston North; † 25. Juni 2019 in Rotorua) war ein neuseeländischer Radrennfahrer.

## Sportliche Laufbahn
Candy war im Straßenradsport und im Bahnradsport aktiv. Er war Teilnehmer der Olympischen Sommerspiele 1964 in Tokio. Im Mannschaftszeitfahren wurden Richard Johnstone, Laurie Byers, Arthur Candy und Des Thomson 18. des Rennens.
Er startete für sein Land bei den Commonwealth Games 1962 im Bahnradsport.